# Kruhlîk, Lutuhîne
Kruhlîk (în ucraineană Круглик) este un sat în comuna Orihivka din raionul Lutuhîne, regiunea Luhansk, Ucraina.

## Demografie
Componența lingvistică a localității Kruhlîk
     Rusă (93,18%)
     Ucraineană (6,82%)
Conform recensământului din 2001, majoritatea populației localității Kruhlîk era vorbitoare de rusă (93,18%), existând în minoritate și vorbitori de ucraineană (6,82%).